# Nobutada Konoe
Nobutada Konoe (jap. 近衛信尹 Konoe Nobutada; ur. 1565, zm. 1614) – japoński arystokrata, poeta, kaligraf i malarz.

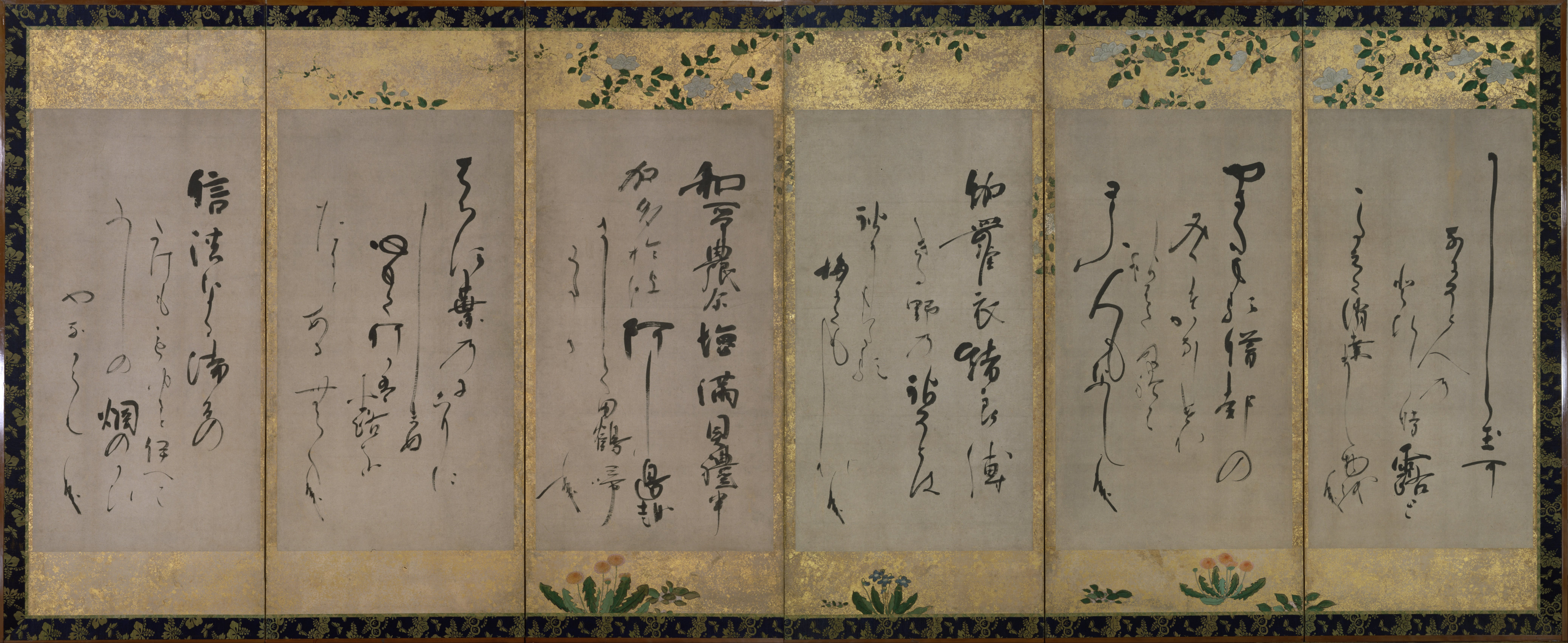
Kaligrafia autorstwa Konoe, ze zbiorów Muzeum Narodowego w Tokio

Pochodził ze starego arystokratycznego rodu, będącego boczną gałęzią klanu Fujiwara. Jego ojciec, Sakihisa Konoe, był posiadaczem olbrzymiej kolekcji kaligrafii chińskiej i japońskiej. W młodości pobierał nauki zen w świątyni Daitoku-ji w Kioto, następnie podjął służbę na dworze, pełniąc m.in. urząd ministra lewej strony (sadaijin). W 1594 roku popadł w niełaskę u cesarza Go-Yōzei, próbując wbrew woli monarchy wziąć udział w inwazji na Koreę i został z rozkazu Nobunagi Ody skazany za niesubordynację na zesłanie na wyspę Kiusiu. Ułaskawiony w 1596 roku, powrócił do stolicy. W latach 1605–1606 sprawował urząd kampaku. 
Wraz z Hon’ami Kōetsu i Shōjō Shōkadō zaliczany jest do trójki najwybitniejszych kaligrafów ery Kan’ei. Tworzył także poezję waka i malarstwo w stylu zenga. Jego ulubionym tematem malarskim był Tenjin, którego wielokrotnie portretował.